# Viceso
Viceso (llamada oficialmente Santa María de Viceso) es una parroquia española del municipio de Brión, en la provincia de La Coruña, Galicia. 

## Entidades de población
Entidades de población que forman parte de la parroquia:
- Esparís
- Forxán
- Mourentáns
- Ombre
- Pousada
- Vilar

## Despoblado
Despoblado que forma parte de la parroquia:
- A Igrexa

## Demografía
| Gráfica de evolución demográfica de Viceso entre 2000 y 2018 |
|                                                              |
| Datos según el nomenclátor publicado por el INE.             |